# Arnold Shapiro (Filmproduzent)
Arnold Shapiro (* 1. Februar 1941 in Los Angeles, Kalifornien) ist ein US-amerikanischer  Filmproduzent, Regisseur und Drehbuchautor.
Shapiro trat seit den 1960er Jahren vor allem als Produzent für Film und insbesondere Fernsehen in Erscheinung. Sein Schwerpunkt lag auf Dokumentationen und Reality-TV. Sein Dokumentarfilm Scared Straight! aus dem Jahr 1978 brachte ihm 1979 einen Oscar für den besten Dokumentarfilm ein, ferner gewann er im gleichen Jahr einen Emmy. Shapiro verantwortete auch die Fortsetzungsformate Scared Straight! 10 Years Later und Scared Straight! 20 Years Later als Regisseur, Produzent und Autor. 1980 war er zudem an Scared Straight! Another Story beteiligt. 1994, 1999 und 2001 wurde er jeweils mit einem weiteren Emmy ausgezeichnet. 1993 wurde Shapiro gemeinsam mit Melissa Jo Peltier für Scared Silent: Ending and Exposing Child Abuse mit einem Humanitas-Preis geehrt. Die International Documentary Association ehrte ihn 2012 für sein Lebenswerk. 2015 trat er auch zuletzt als Executive Producer bei Iwo Jima: From Combat to Comrades in Erscheinung. Sein Schaffen umfasst mehr als 30 Serien und 90 Dokumentationen.
Mit Arnold Shapiro Productions führte er eine eigene Produktionsfirma. Erfolgreiche und langjährige Realityformate, an denen er beteiligt war, sind u. a. Rescue 911 (1989–1996) und die US-amerikanische Version von Big Brother (2001–2006).
Die von 2011 bis 2015 ausgestrahlte Reality-TV-Sendung Vollzug auf Probe – Teenager hinter Gittern (Beyond Scared Straight) war von seiner Scared Straight! Dokumentation inspiriert, Shapiro fungierte als Executive Producer.